# Serjania sufferruginea
Serjania sufferruginea là một loài thực vật có hoa trong họ Bồ hòn. Loài này được Radlk. miêu tả khoa học đầu tiên năm 1874.